# Weinmannia laurina
Weinmannia laurina är en tvåhjärtbladig växtart som beskrevs av Carl Sigismund Kunth. Weinmannia laurina ingår i släktet Weinmannia och familjen Cunoniaceae. Utöver nominatformen finns också underarten W. l. pseudolaurina.